# Stadsmuseum van Tartu
Het Stadsmuseum van Tartu (Ests: Tartu Linnamuuseum) is een museum in de Estse stad Tartu. Het museum werd in 1955 opgericht als stadsmuseum. Aan de hand van de collectie, bestaande uit ruim 158.000 objecten, wordt de geschiedenis verteld van de eerste bewoners in Tartu tot aan de tegenwoordige tijd.

## Andere musea
Naast de hoofdvestiging beschikt het museum over meerdere monumenten en musea in Tartu:
- KGB-cellenmuseum;
- Oskar Luts-huismuseum;
- Ests zangfeestmuseum;
- Museum van de stadsbewoner van de 19e eeuw.